# Anna z Indii
Anna z Indii (ang. Anne of the Indies) – amerykański film przygodowy z 1951 roku w reżyserii Jacques'a Tourneura. Film jest luźno oparty na życiorysie XVIII-wiecznej piratki Anne Bonny.

## Fabuła
Banda piratów, dowodzona przez Anne Providence (Jean Peters), zdobywa brytyjski okręt handlowy na Morzu Karaibskim i zabija całą załogę. Z życiem uchodzi tylko przewożony na statku więzień – francuski korsarz Pierre'a Francois (Louis Jourdan). Anne  przyjmuje go na swój okręt jako nawigatora.

## Obsada
- Jean Peters – kapitan Anne Providence
- Louis Jourdan – kapitan Pierre François LaRochelle
- Debra Paget – Molly LaRochelle
- Herbert Marshall – doktor Jameson
- Thomas Gomez – Czarnobrody
- James Robertson Justice – Red Dougal
- Francis Pierlot – Herkimer
- Sean McClory – Hackett
- Holmes Herbert – brytyjski kapitan
- Byron Nelson – treser niedźwiedzia
- Mario Siletti – licytator